# 欧洲区 (巴黎)
欧洲区（法語：}）是巴黎欧洲广场（法語：place de l'Europe）附近地区，街道均以欧洲城市命名，行政上属于巴黎第八区和第九区。 
1826年2月，瑞典银行家哈格曼（Jonas Hagerman）和米尼翁（Sylvain Mignon）购买了这片沼泽地，兴建住宅区，在中心规划了欧洲广场、都柏林广场等，周围布置了24条街道构成的路网。

## 路名
路名均以欧洲城市命名（按字母顺序排列）：
| - 阿姆斯特丹路（rue d'Amsterdam） - 雅典路（rue d'Athènes） - 伯尔尼路（rue de Berne） - 布鲁塞尔路（rue de Bruxelles） - 布加勒斯特路（rue de Bucarest） - 君士坦丁堡路（rue de Constantinople） - 爱丁堡路（rue d' Edimbourg） - 佛罗伦萨路（rue de Florence） | - 奥斯曼大道一段 - 列日路（rue de Liège） - 里斯本路（rue de Lisbonne） - 伦敦路（rue de Londres） - 马德里路（rue de Madrid） - 马勒塞尔布大道（boulevard Malesherbes）的一段 - （rue de Messine） - 米兰路（rue de Milan） - 莫斯科路（rue de Moscou） | - 那不勒斯路（rue de Naples） - 皮埃尔·方丹路 （Rue Pierre-Fontaine） - 罗马路（rue de Rome） - 圣彼得堡路（rue de Saint-Pétersbourg） - 斯德哥尔摩路（rue de Stockholm） - 德黑兰路（rue de Téhéran） - 都灵路（rue de Turin） - 维也纳路（rue de Vienne） |

## 註解
1. ↑  原名柏林路（rue de Berlin）